# Morgongiori
Morgongiori település Olaszországban, Szardínia régióban, Oristano megyében. Lakosainak száma 660 fő (2023. január 1.). Morgongiori Curcuris, Masullas, Santa Giusta, Uras, Ales, Marrubiu, Siris és Pompu községekkel határos.

## Népesség
A település lakossága az elmúlt években az alábbi módon változott:
| Lakosok száma | 721  | 716  | 660  |
|               | 2017 | 2018 | 2023 |